# (35500) 1998 FP39
1998 FP39 (asteroide 35500) é um asteroide da cintura principal. Possui uma excentricidade de 0.02651360 e uma inclinação de 14.85183º.
Este asteroide foi descoberto no dia 20 de março de 1998 por LINEAR em Socorro.